# 다니엘 세브레

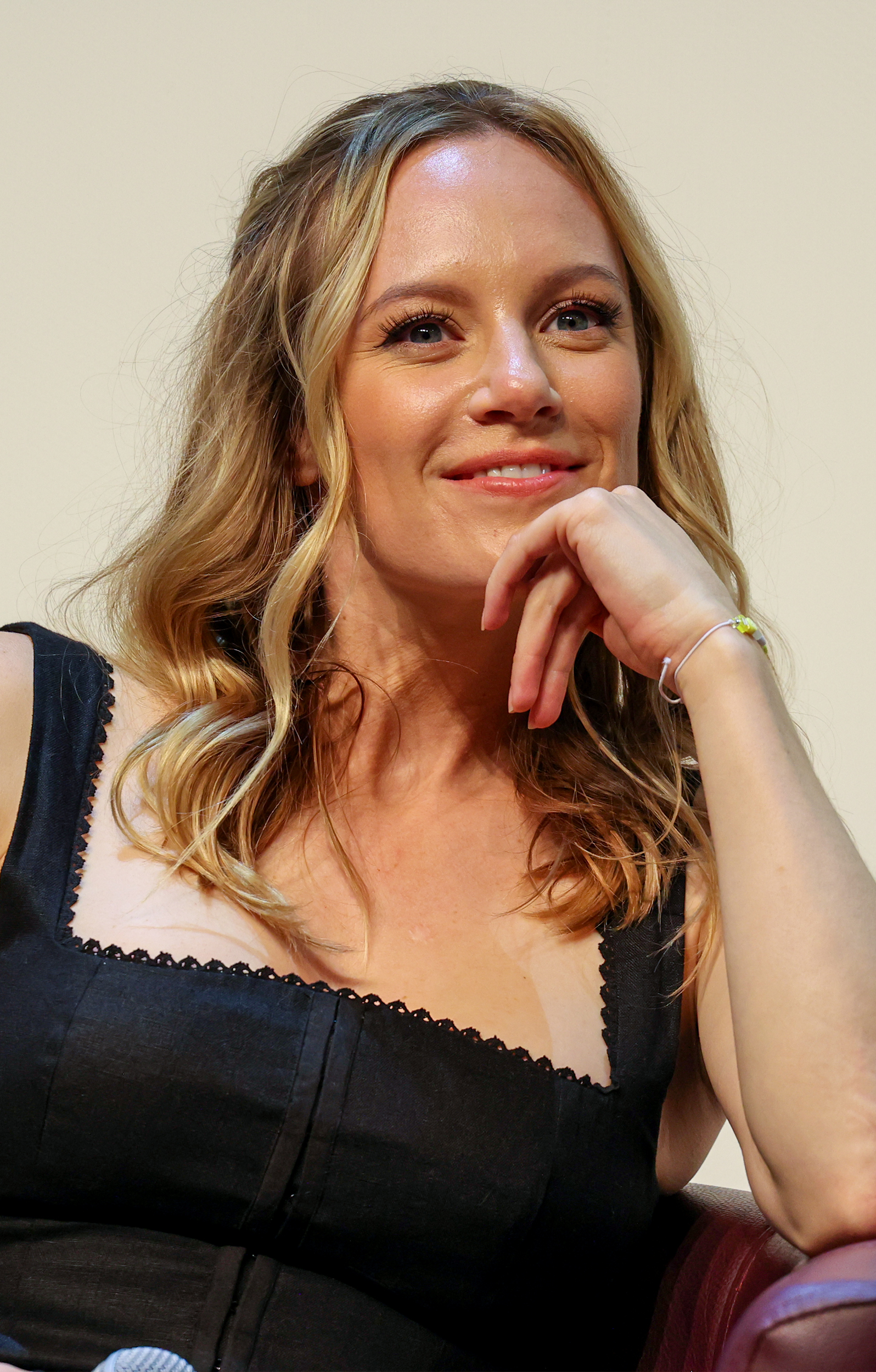

대니엘 세이브리(Danielle Savre, 1988년 8월 26일 ~ )는 미국의 배우이다. 시미밸리에서 태어났다.

## 출연 작품
- 딥 블루 씨 2 (2018년)
- 상간녀 (2015년) - 애쉴리 역
- 블랙 카 (2015년)
- 노크 노크 (2014년)
- 드류 피터슨: 언터처블 (2012년)
- 와일드 어바웃 해리 (2009년)
- 더 파이널 시즌 (2007년)
- 인 더 랜드 오브 우먼 (2007년)
- 부기맨 2 (2007년) - 로라 포터 역
- 브링 잇 온 3 (2006년)

### 텔레비전
- 스테이션 19 시즌1~7 (2018~2024)
- 히어로즈 (2006년)
- 썸머랜드 (2004년)